# Deltochilum crenulipes
Deltochilum crenulipes là một loài bọ cánh cứng trong họ Bọ hung (Scarabaeidae).